# Wolfgang Sieber
Wolfgang Sieber (Saalfeld, Alemania, 3 de septiembre de 1937) es un nadador retirado especializado en pruebas de estilo mariposa que representó a la República Democrática Alemana. Fue medalla de bronce en 200 metros mariposa durante el Campeonato Europeo de Natación de 1962.

## Palmarés internacional
| Campeonato Europeo de Natación | Campeonato Europeo de Natación | Campeonato Europeo de Natación | Campeonato Europeo de Natación |
| Año                            | Lugar                          | Medalla                        | Prueba                         |
| ------------------------------ | ------------------------------ | ------------------------------ | ------------------------------ |
| 1962                           | Leipzig ( Alemania)            | Medalla de bronce              | 200 m mariposa                 |